# Specifik energi
Specifik energi är inom kanalströmningen det samma som energilinjens höjd över kanalens botten. Den lägsta specifica energin råder vid kritisk strömning. Det innebär att för varje subkritiskt djup, finns det också ett korresponderande superkritiskt djup med samma specifika energi. Av praktiska skäl används oftast enheten meter vattenpelare.
{\displaystyle H_{e}=y+\alpha \cdot {\dfrac {v^{2}}{2\cdot g}}}
där
He = Specifik energi (meter vattenpelare)
y = Verkligt vattendjup i kanalen (m)
α = Korrektionsfaktor för kinetisk energi (-)
v = Hastighet (m/s)
g = Tyngdacceleration (m/s2)